# Oriol de Seram
L'oriol de Seram (Oriolus forsteni) és un ocell de la família dels oriòlids (Oriolidae).

## Hàbitat i distribució
Habita els boscos de l'illa de Seram, a les Moluques meridionals.